# Árnafjørður
Árnafjørður (IPA: [ˈɔɹnaˌfjøːɹʊɹ], danska: Arnefjord) är en småort på Färöarna, omgiven av höga berg och den djupa fjorden med samma namn på ön Borðoy. Orten tillhör Klaksvíks kommun och tros ha grundats under landnamstiden. Vid folkräkningen 2015 hade orten 55 invånare.
Ett förlist norskt skepp drev 1875 in i land vid Árnafjørður. Det var lastat med så mycket timmer att då man sålde det på auktion kunde man köpa tillräckligt med timmer för att bygga ett hus för 25 kronor. Timmer har alltid varit dyrt på Färöarna eftersom träd inte växer naturligt där, och därmed måste importeras. Denna stora tillgång på trä sänkte emellertid träpriserna på hela Färöarna.
Árnafjørður är en av Norðoyars äldsta byar, och i närheten ligger den gamla tingsplatsen uppí á Køtlum och skolan invigdes 1904. Dagens kyrka byggdes 1937 och sedan 1967 finns vägförbindelser till Klaksvík och Norðdepil.

## Befolkningsutveckling
| Befolkningsutvecklingen i Árnafjørður 1985–2015 | Befolkningsutvecklingen i Árnafjørður 1985–2015 | Befolkningsutvecklingen i Árnafjørður 1985–2015 | Befolkningsutvecklingen i Árnafjørður 1985–2015 | Befolkningsutvecklingen i Árnafjørður 1985–2015 |
| ----------------------------------------------- | ----------------------------------------------- | ----------------------------------------------- | ----------------------------------------------- | ----------------------------------------------- |
|                                                 |                                                 |                                                 |                                                 |                                                 |
| År                                              |                                                 |                                                 | Folkmängd                                       |                                                 |
| 1985                                            | 1985                                            |                                                 | 74                                              |                                                 |
| 1990                                            | 1990                                            |                                                 | 68                                              |                                                 |
| 1995                                            | 1995                                            |                                                 | 63                                              |                                                 |
| 2000                                            | 2000                                            |                                                 | 62                                              |                                                 |
| 2005                                            | 2005                                            |                                                 | 47                                              |                                                 |
| 2010                                            | 2010                                            |                                                 | 50                                              |                                                 |
| 2015                                            | 2015                                            |                                                 | 55                                              |                                                 |
|                                                 |                                                 |                                                 |                                                 |                                                 |